# Kevin Ratcliffe
Pour les articles homonymes, voir Ratcliffe.
Kevin Ratcliffe (né le 12 novembre 1960 à Mancot, près de Queensferry) est un footballeur gallois international et qui a passé douze saisons pour Everton.

## Carrière

### Club
Ratcliffe rejoint Everton comme apprenti en 1977 et fait ses débuts en 1980. Cependant, il n'est pas titulaire avant 1982. En 1983, à l'âge de 23 ans, il devient capitaine du club, juste au début d'une belle période pour le club. Radcliffe remporte la finale de la Coupe d'Angleterre 1984, le championnat d'Angleterre 1984-1985 et 1986-1987 et la Coupe de l'UEFA 1984-1985 en tant que capitaine. Il perd aussi deux finales de Coupe d'Angleterre. Ratcliffe a fait 461 matchs avec le maillot des Toffees et a marqué deux buts lors de ceux-ci dont un de trente mètres à Anfield.
Après avoir quitté Everton en 1991, il joue pour Dundee puis fait quelques apparitions avec Cardiff City, Nottingham Forest puis Derby County.

### International
Ratcliffe a fait 59 apparitions avec la sélection nationale, souvent comme capitaine. Il a aussi représenté son pays en équipe de jeune. Bien que l'équipe ait compté dans ses rangs des joueurs comme Ian Rush, Neville Southall et Mark Hughes, le Pays de Galles n'a pas réussi à se qualifier pour une phase finale de compétition internationale.

## Entraîneur
En 1994, Ratcliffe rejoint Chester City comme entraîneur assistant de  Mike Pejic et continue de jouer une saison. Pendant l'été 1995, il devient l'entraîneur principal et le reste jusqu'en août 1999. Il guide le club de Chester aux play-offs de Division Three en 1996-1997.
En novembre 1999, Ratcliffe devient entraîneur de Shrewsbury Town. En janvier 2003, son équipe bat lors du troisième tour son ancien club d'Everton qui jour alors en première division. Après 53 ans en Football League, Shrewsbury est relégué sous son ère. Radcliffe quitte le club peu après cette relégation.

## Journalisme
Ratcliffe travaille aujourd'hui pour la BBC Wales Sport.